# Конвой M-17
Конвой M-17 — японський конвой часів Другої світової війни, проведення якого відбувалось у квітні 1944-го.
M-17 належав до серії конвоїв, які в 1943—1944 роках ходили між розташованим на північному сході Нідерландської Ост-Індії островом Хальмахера (зокрема, відігравав важливу роль у постачанні японських сил на заході Нової Гвінеї) та важливим транспортним хабом у Манілі.
До складу конвою увійшли транспорти «Ямагата-Мару», «Шоген-Мару», «Сін'ю-Мару» (Shinyu Maru), «Нікко-Мару № 1» та танкодесантний корабель «Банрю» (Banryu), тоді як охорону забезпечували патрульні кораблі PB-103 та PB-105 і переобладнані мисливці за підводними човнами «Яцуширо-Мару» (Yatsushiro Maru) та «Кьо-Мару № 2».
12 квітня 1944-го загін вийшов із затоки Кау (глибоко вдається в острів Хальмахера з півночі). Незадовго до завершення 15 квітня в північній частині моря Сулавесі в затоці Моро американський підводний човен USS Redfin торпедував «Сін'ю-Мару», проте судно було лише пошкоджене та змогло продовжити шлях з конвоєм. Дещо пізніше, вже 16 квітня, за пів сотні кілометрів на північ від місця першої атаки Redfin торпедував та потопив «Ямагата-Мару», загинули 5 членів екіпажу та 28 пасажирів (судно перевозило біля сотні поранених військовослужбовців).
Ввечері 19 квітня 1944-го конвой пройшов повз Замбоангу (західне завершення острова Мінданао), а 21 квітня до загону приєднались траспорти «Ямбі-Мару» (Janbi Maru, Jambi Maru) та «Буген-Мару». Крім того, є відомості, що на цей момент в конвой вже входив транспорт «Тецуйо-Мару» (Tetsuyo Maru). 22 квітня конвой побував на Себу (центральна частина Філіппінського архупелагу), де до нього додались «Тайко-Мару» та «Хокухі-Мару».
24 квітня 1944-го М-27 досягнув Маніли.